# Derrick Favors
Derrick Bernard Favors (Atlanta, 15 de julho de 1991) é um jogador norte-americano de basquete profissional que atualmente está sem clube.
Favors jogou basquete universitário no Instituto de Tecnologia da Geórgia e foi selecionado pelo New Jersey Nets com a 3° escolha geral no draft da NBA de 2010.

## Carreira no ensino médio
Favors jogou basquete no ensino médio na South Atlanta High School, onde ele foi classificado como um dos melhores jogadores de basquete do ensino médio na classe de 2009. A Scout.com o classificou como o melhor jogador do pais e a Rivals.com o classificou como o 3° melhor do pais.
Ele terminou sua última temporada com médias de 28,1 pontos, 13,3 rebotes, 5,0 bloqueios, 3,0 roubadas de bola e 2,0 assistências e detém os recordes de mais pontos (2.341), rebotes (1.511) e chutes bloqueados (741) na história do colégio.

## Carreira universitária

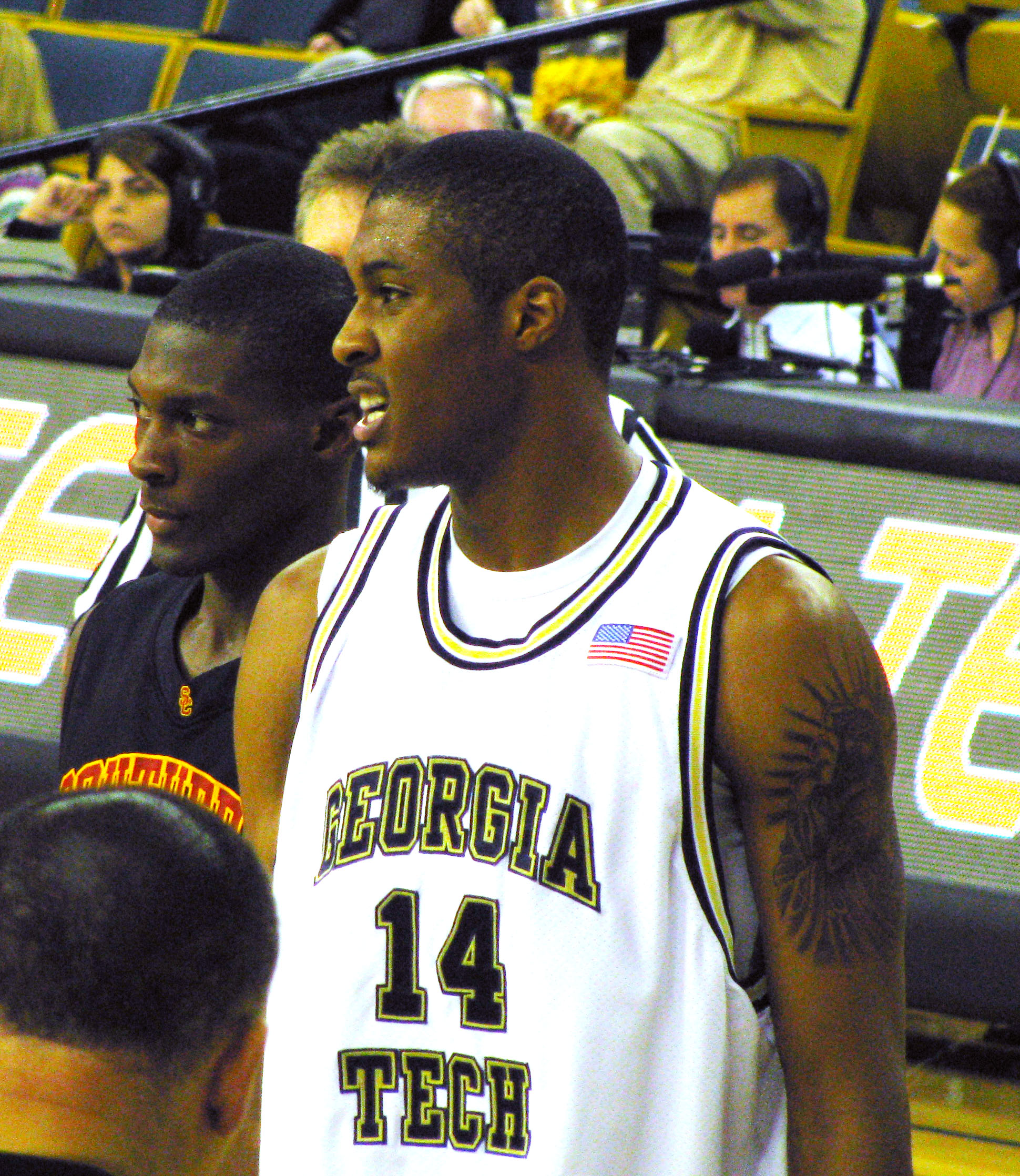
Favors em Georgia Tech em 2010

Favors firmou um compromisso com o Instituto de Tecnologia da Geórgia em janeiro de 2009.
Ele jogou como Ala-pivô e Pivô dos Yellow Jackets de Paul Hewitt. Favors ajudou a liderar a equipe até as finais do torneio da ACC contra Duke. Durante o torneio, ele teve médias de 17 pontos, 9,8 rebotes e 3 bloqueios.
Favors foi nomeado Novato do Ano da ACC com médias de 12.4 pontos, 8.4 rebotes, 1.0 assistências e 2.1 bloqueios.

## Carreira profissional

### New Jersey Nets (2010–2011)
Em 9 de abril de 2010, Favors anunciou que renunciaria aos seus últimos três anos de qualificação universitária para entrar no draft da NBA de 2010, onde foi posteriormente selecionado pelo New Jersey Nets como a terceira escolha geral.
Favors tinha 19 anos e 104 dias quando ele estreou na NBA, tornando-se o jogador mais jovem a pisar na quadra pelos Nets. Em seu terceiro jogo pelos Nets em 31 de outubro de 2010 contra o Miami Heat, ele teve seu primeiro duplo-duplo com 13 pontos e 13 rebotes em uma derrota por 101-78.

### Utah Jazz (2011–2019)
Em 23 de fevereiro de 2011, Favors foi negociado, juntamente com Devin Harris e duas futuras escolhas da primeira rodada, para o Utah Jazz em troca de Deron Williams.
Em 19 de outubro de 2013, Favors assinou um contrato de quatro anos e US$46.9 milhões com o Jazz.
Em 12 de novembro de 2015, ele registrou 25 pontos, 12 rebotes e 7 bloqueios em uma derrota para o Miami Heat. Em 5 de dezembro de 2015, ele marcou 35 pontos em uma vitória por 122-119 sobre o Indiana Pacers.
Em 13 de março de 2018, em uma vitória de 110-79 sobre o Detroit Pistons, Favors subiu para o 10º lugar na lista de mais rebotes na história do Jazz com 3.602 rebotes. Em 11 de abril de 2018, em uma vitória por 102-93 sobre o Portland Trail Blazers, Favors jogou em seu 500º jogo com o Jazz, tornando-se o 12º jogador na história da franquia a alcançar esse marco. No Jogo 2 da primeira rodada dos playoffs contra o Oklahoma City Thunder, ele registrou 20 pontos e 16 rebotes em uma vitória por 102-95.
Em 6 de julho de 2018, Favors assinou um contrato de 2 anos e US$37.6 milhões com o Jazz. Em 11 de janeiro de 2019, ele teve 13 rebotes em uma vitória por 113-95 sobre o Los Angeles Lakers, ultrapassando Greg Ostertag (3.978) pelo quarto lugar na lista de mais rebotes na história do Utah Jazz.
Ele terminou sua carreira em Utah como o 10° jogador com mais jogos (576 jogos), 4° com mais rebotes (4.250) e 7° com mais bloqueios (772).

### New Orleans Pelicans (2019–2020)
Em 7 de julho de 2019, Favors foi negociado com o New Orleans Pelicans em troca de duas escolhas da segunda rodada anteriormente adquiridas do Golden State Warriors.

### Volta ao Utah Jazz (2020–2021)
Em 25 de novembro de 2020, Favors assinou um contrato de três anos e US$29.1 milhões para voltar ao Utah Jazz. Em 8 de abril de 2021, Favors ficou em 10º lugar na lista de maiores pontuadores de todos os tempos do Utah Jazz, ultrapassando Mehmet Okur com 7.257 pontos.

### Oklahoma City Thunder (2021–2022)
Em 30 de julho de 2021, Favors foi negociado, juntamente com uma futura escolha de primeira rodada, para o Oklahoma City Thunder em troca de uma escolha de segunda rodada de 2027. Em 31 de março de 2022, Favors foi descartado pelo restante da temporada com dor lombar.

## Patrocínio
Favors assinou um contrato com a Adidas pouco antes do draft da NBA de 2010. Favors era leal à Adidas desde os 15 anos, quando jogava pelo time da AAU, Atlanta Celtics.

## Estatísticas da carreira

### NBA

#### Temporada Regular
| Ano      | Equipe        | PJ  | PT  | MPJ  | AP   | 3P   | LL   | RT  | AS  | BR  | TO  | PPJ  |
| -------- | ------------- | --- | --- | ---- | ---- | ---- | ---- | --- | --- | --- | --- | ---- |
| 2010–11  | New Jersey    | 56  | 23  | 19.5 | .511 | —    | .612 | 5.3 | .4  | .3  | .7  | 6.3  |
| 2010–11  | Utah          | 22  | 4   | 20.2 | .529 | —    | .561 | 5.2 | .8  | .5  | 1.2 | 8.2  |
| 2011–12  | Utah          | 65  | 9   | 21.2 | .499 | —    | .649 | 6.5 | .7  | .6  | 1.0 | 8.8  |
| 2012–13  | Utah          | 77  | 8   | 23.2 | .482 | .000 | .688 | 7.1 | 1.0 | .9  | 1.7 | 9.4  |
| 2013–14  | Utah          | 73  | 73  | 30.2 | .522 | .000 | .669 | 8.7 | 1.2 | 1.0 | 1.5 | 13.3 |
| 2014–15  | Utah          | 74  | 74  | 30.8 | .525 | .167 | .669 | 8.2 | 1.5 | .8  | 1.7 | 16.0 |
| 2015–16  | Utah          | 62  | 59  | 32.0 | .515 | .000 | .709 | 8.1 | 1.5 | 1.2 | 1.5 | 16.4 |
| 2016–17  | Utah          | 50  | 39  | 23.7 | .487 | .300 | .615 | 6.1 | 1.1 | .9  | .8  | 9.5  |
| 2017–18  | Utah          | 77  | 77  | 28.0 | .563 | .222 | .651 | 7.2 | 1.3 | .7  | 1.1 | 12.3 |
| 2018–19  | Utah          | 76  | 70  | 23.2 | .586 | .218 | .675 | 7.4 | 1.2 | .7  | 1.4 | 11.8 |
| 2019–20  | New Orleans   | 51  | 49  | 24.4 | .617 | .143 | .563 | 9.8 | 1.6 | .6  | .9  | 9.0  |
| 2020–21  | Utah          | 68  | 0   | 15.3 | .638 | .000 | .738 | 5.5 | .6  | .5  | 1.0 | 5.4  |
| 2021–22  | Oklahoma City | 39  | 18  | 16.7 | .516 | .125 | .640 | 4.7 | .6  | .4  | .3  | 5.3  |
| Carreira | Carreira      | 790 | 503 | 23.7 | .537 | .117 | .649 | 6.9 | 1.0 | .7  | 1.1 | 10.1 |

#### Playoffs
| Ano      | Equipe   | PJ | PT | MPJ  | AP   | 3P   | LL   | RT  | AS  | BR  | TO  | PPJ  |
| -------- | -------- | -- | -- | ---- | ---- | ---- | ---- | --- | --- | --- | --- | ---- |
| 2012     | Utah     | 4  | 1  | 29.0 | .417 | —    | .586 | 9.5 | .5  | 1.3 | 1.5 | 11.8 |
| 2017     | Utah     | 11 | 2  | 20.5 | .581 | —    | .478 | 5.5 | .9  | .7  | .5  | 7.5  |
| 2018     | Utah     | 11 | 9  | 26.0 | .618 | .400 | .485 | 5.2 | 1.2 | .7  | 1.0 | 9.3  |
| 2019     | Utah     | 5  | 2  | 20.6 | .639 | .000 | .684 | 7.4 | .8  | .8  | 1.8 | 11.8 |
| 2021     | Utah     | 11 | 0  | 13.2 | .696 | —    | .556 | 4.2 | .3  | .2  | .9  | 3.4  |
| Carreira | Carreira | 42 | 14 | 21.8 | .590 | .200 | .557 | 6.3 | .7  | .7  | 1.1 | 8.7  |

### Universitário
| Ano     | Equipe       | PJ | PT | MPJ  | AP   | 3P   | LL   | RT  | AS  | BR | TO  | PPJ  |
| ------- | ------------ | -- | -- | ---- | ---- | ---- | ---- | --- | --- | -- | --- | ---- |
| 2009–10 | Georgia Tech | 36 | 35 | 27.5 | .611 | .000 | .629 | 8.4 | 1.0 | .9 | 2.1 | 12.4 |

Fonte: